# Страх (фильм, 2009)
«Страх» (англ. Dread) — фильм режиссёра Энтони ДиБлейси, снятый в 2009 года по книге Клайва Баркера. Сценарий занял 104 страницы, а фильм был снят всего за 28 дней. Картины в фильме были созданы Николь Бальзарини. 

## Сюжет
Богатый и экстравагантный студент Куэйд предлагает помощь своему однокурснику Стивену в написании курсовой работы по природе страха. Они вывешивают объявления, где сообщают, что приглашают желающих принять участие в исследовании. В работе активную помощь оказывает подруга Стивена — Черил Фромм.
В процессе исследований студенты открывают друг другу свои страхи: Стивен мог оказаться в машине, в которой насмерть разбился его пьяный брат, Черил насиловал её отец, а семью Куэйда зарезал маньяк-психопат. За свою курсовую Стивен получает высокий балл, однако это далеко не конец. Куэйд, которого маньяк некогда оставил в живых, начинает преследовать участников исследования, воплощая в жизнь их самые страшные кошмары.

## В ролях
- Джексон Рэтбоун — Стивен Грейс
- Шон Эванс — Куэйд
- Ханне Стин — Черил Фромм
- Лора Доннелли — Эбби
- Джонатан Ридвин — Джошуа Шоу
- Вивиан Грэй — Тэбита Суон
- Карл МакКристал — человек с топором
- Дерек Лиа — отец Квейда
- Шивон Хьюлетт — мать Квейда
- Киран Мерфи — Квейд в детстве
- Чейэнн Реймонд — Зоуи
- Зои Столлери — Шона
- Элспет Рэй — Саманта
- Эрин Гэвин — Вэлери